# Paris mes amours (chanson)
Pour le film de Alphonse-Lucien Blondeau, voir Paris mes amours (film).
Paris mes Amours est une chanson française composée en 1959 par Henri Betti et Bruno Coquatrix avec des paroles d'André Hornez. Elle a été déposée à la Sacem le 9 octobre 1959 et éditée par Ray Ventura.

## Histoire
En 1959, Henri Betti, Bruno Coquatrix et André Hornez ont écrit la chanson pour la revue Paris mes Amours qui était mise en scène par Michel de Ré à l'Olympia et interprétée par Joséphine Baker.
En 1968, Joséphine Baker chante la chanson avec l'orchestre de Raymond Lefebvre à l'émission Le Palmarès des chansons présentée par Guy Lux et à l'émission Discorama présentée par Denise Glaser.

## Liste des pistes
45 tours - RCA 76320 enregistré le 12 mai 1959 avec une orchestration de Jo Bouillon.
A1. Paris mes amours
A2. Moi (musique de Domenico Modugno et paroles de Jacques Larue)
B1. Avec (musique d'Henri Betti, Bruno Coquatrix et paroles d'André Hornez)
B2. Je voudrais (musique de Bruno Coquatrix et paroles d'Hubert Ithier et André Salvet)

## Reprises
En 1959, Claude Normand enregistre la chanson avec son orchestre pour l'album Dansons sur les Airs de Joséphine où il enregistre aussi Avec.
En 1960, Frida Boccara enregistre la chanson avec un accompagnement piano de Léo Chauliac pour l'album Petit Conservatoire de la Chanson n°19.
En 1993, Nancy Holloway chante la chanson avec l'orchestre de Jean Sala à l'émission La Chance aux chansons présentée par Pascal Sevran.